# Iarsanismo

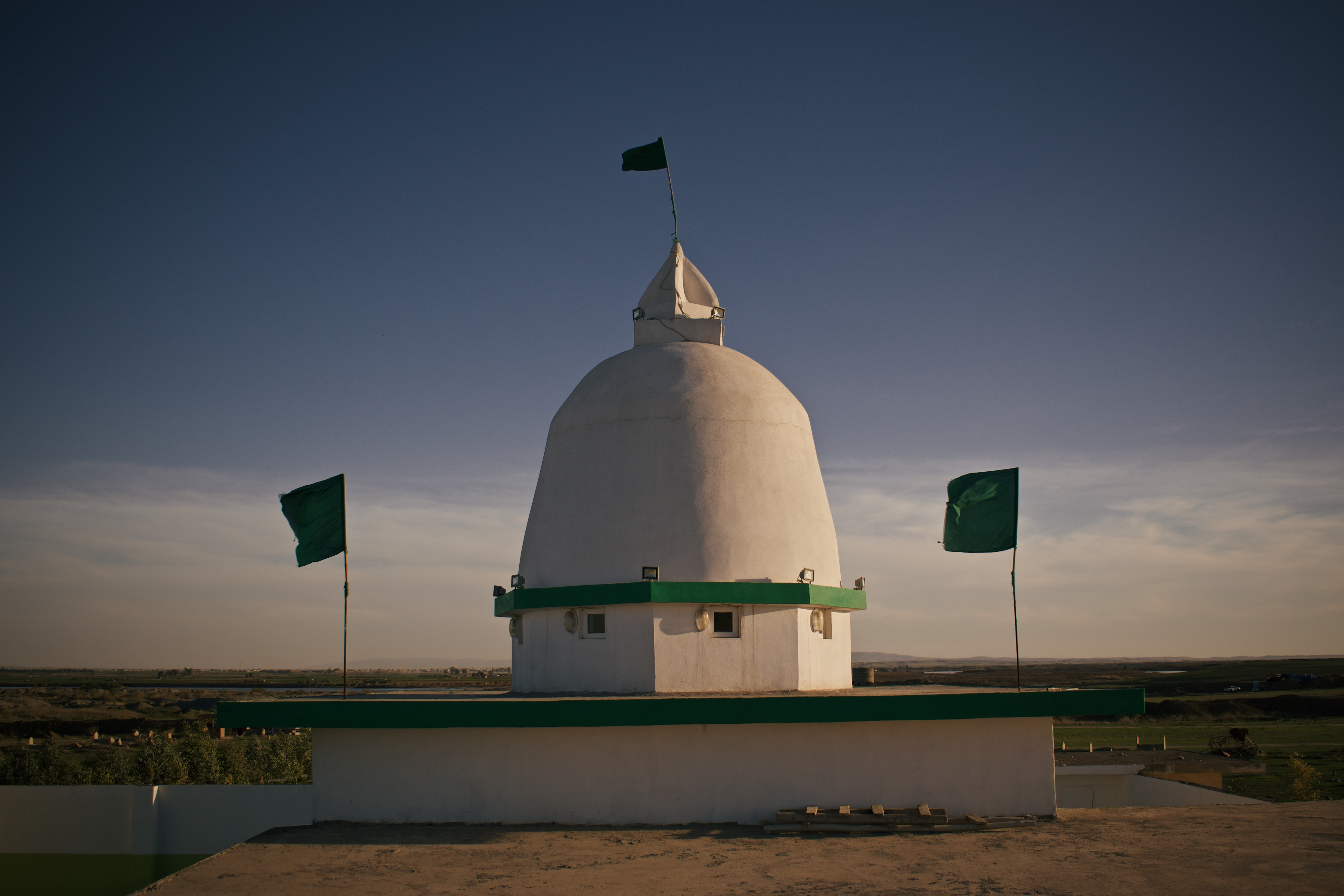
Fotografia do santuário Kakai'i no vilarejo de Wardik.

Iarsanismo (em curdo: ﯼاڔﮦساﻥ; romaniz.: Yâresân; em persa: اهل حق<; romaniz.: Ahl-e Haqq) é uma corrente religiosa de raiz muçulmana fundada por Sultão Ixaque (ou Ixaque) no final do século XIV no Curdistão, no que é hoje o Irão Ocidental.
O número total de seguidores estima-se em cerca de um milhão segundo algumas fontes ou 2,25 milhões segundo outras fontes, que se encontram sobretudo nas regiões mais ocidentais do Irão e Iraque (Curdistão). A maior parte dos iarsanitas são etnicamente curdos e Lakis, mas também há grupos menores de luros, azeris, persas e árabes. Alguns dos iarsanitas do Iraque são chamados Kaka'i.

## Variantes do nome
Outros nomes e grafias aplicadas aos membros deste grupo religioso, algumas delas pejorativas, são: Iarsanismo, Yâresân, Yârisân, Aliullâhi, Ali-llâhi ("aqueles que endeusam Ali"), Alihaq, Ahl-i Haqq (derivado do árabe[carece de fontes?], que pode ser traduzido como "povo da verdade" ou "homens de Deus"), Ahl-i Haq ("o povo do Espírito"), Sha Ytânparass ("adoradores do diabo") ou até Nusayri ("nazarenos", um termo geralmente aplicado aos cristãos).

## Origens e filiações
As origens do iarsanismo são difíceis de compreender, pois é possível identificar influências de numerosas crenças.
Alguns consideram que o iarsanismo é uma ordem religiosa aparentada com outros grupos heterodoxos islâmicos esotéricos como os batinitas, xiitas ghulats, alevitas, shabaks, jahalten, kırklar e outros.[carece de fontes?] Além disso, os iarsanitas praticam a taqiyya (disssimulação), como os xiitas, mas foram criticados e perseguidos pelas autoridades sunitas que consideram as suas práticas superficiais e que no fundo a sua fé não é muçulmana.
Outros autores consideram que o iarsanismo constitui uma religião inteiramente à parte. Segundo o investigador universitário Mehrdad Michael Izady, o iarsanismo, juntamente com os alevismo e o iazidismo, é uma das três religiões que formam o iazdanismo, um termo que ele usa para designar as religiões curdas anteriores ao Islão. A propósito dos pontos em comum dessas três religiões, a turcóloga Irène Melikoff escreveu que os três princípios bektaşi-alevitas relativos à criação do mundo se encontram igualmente nas religiões próprias dos curdos, entre os iazidis e os Ahl-è-Hakk. Há outros pontos em comum entre estas religiões, como por exemplo a crença em Melek Taus (em curdo: Tawûsê Melek, o "Anjo-Pavão") comum ao iarsanismo e ao iazidismo, ou a representação de Melek Taus sob a forma de um galo, um animal venerado pelos alevitas.
Os yârsâns têm literatura religiosa, escrita sobretudo em gorani e marginalmente em persa, embora os iarsanitas atuais falem igualmente o turcomeno e o sorâni.

## Perseguições
A perseguição sofrida pelos yarsans no Irão constitui uma ameaça para a sua sobrevivência. Um relatório de julho de 2006 da Assembleia Parlamentar do Conselho da Europa afima que apesar das perseguições, «a antiga religião do yazadanismo ainda é praticada sob a forma de alevismo, iazidismo e iarsanismo (Ahl-i-Haqq), mas o número de fiéis não pára de diminuir».
No entanto, face às tentativas que visam a sufocar a minoria yarsan, esta começa a organizar-se politicamente e reivindicou a sua herança cultural curda e a sua própria religião através da aprovação dos estatutos fundadores do Movimento Democrático Yarsan (MDY), adotados durante o Congresso Geral Yarsan reunido em Oslo a 10 e 11 de março de 2007. O MDY tornou-se a principal força política yarsan e os seus estatutos afirmam que os yarsans fazem parte da nação curda e aderem à religião yarsani.[carece de fontes?]

## Distribuição geográfica
Até ao século XX, a fé iarsanita estava reservada unicamente aos curdos nascidos dentro da comunidade, chamados checkedea, por oposição aqueles que entravam na comunidade por via de casamento com alguém iarsanita, que são apelidados de chasbedea ("ligados"). Os praticantes do iarsanismo são principalmente das tribos dos gurãs, calcanis, bajalanis e sanjabis, as quais vivem sobretudo no Irão ocidental e constituem aproximadamente um terço da população da província de Quermanxá. Também existem algumas comunidades à volta de Quircuque, no norte do Iraque.
Se bem que a grande maioria dos iarsanitas sejam de etnia curda, há também iarsanitas de outros grupos indo-europeus: luros, azeris e persas. Alguns dos iarsanitas teem o árabe como língua materna, nomeadamente nas cidades iraquianas de Mandali, Khanaqin e Bacuba.
As estimativas do número de fiéis variam entre um milhão e 2,25 milhões (2 milhões no Irão, 200 000 no Iraque e 50 000 na Turquia).